# 羅德雷斯諾克山
46°51′11″N 13°48′54″E / 46.85297°N 13.81496°E

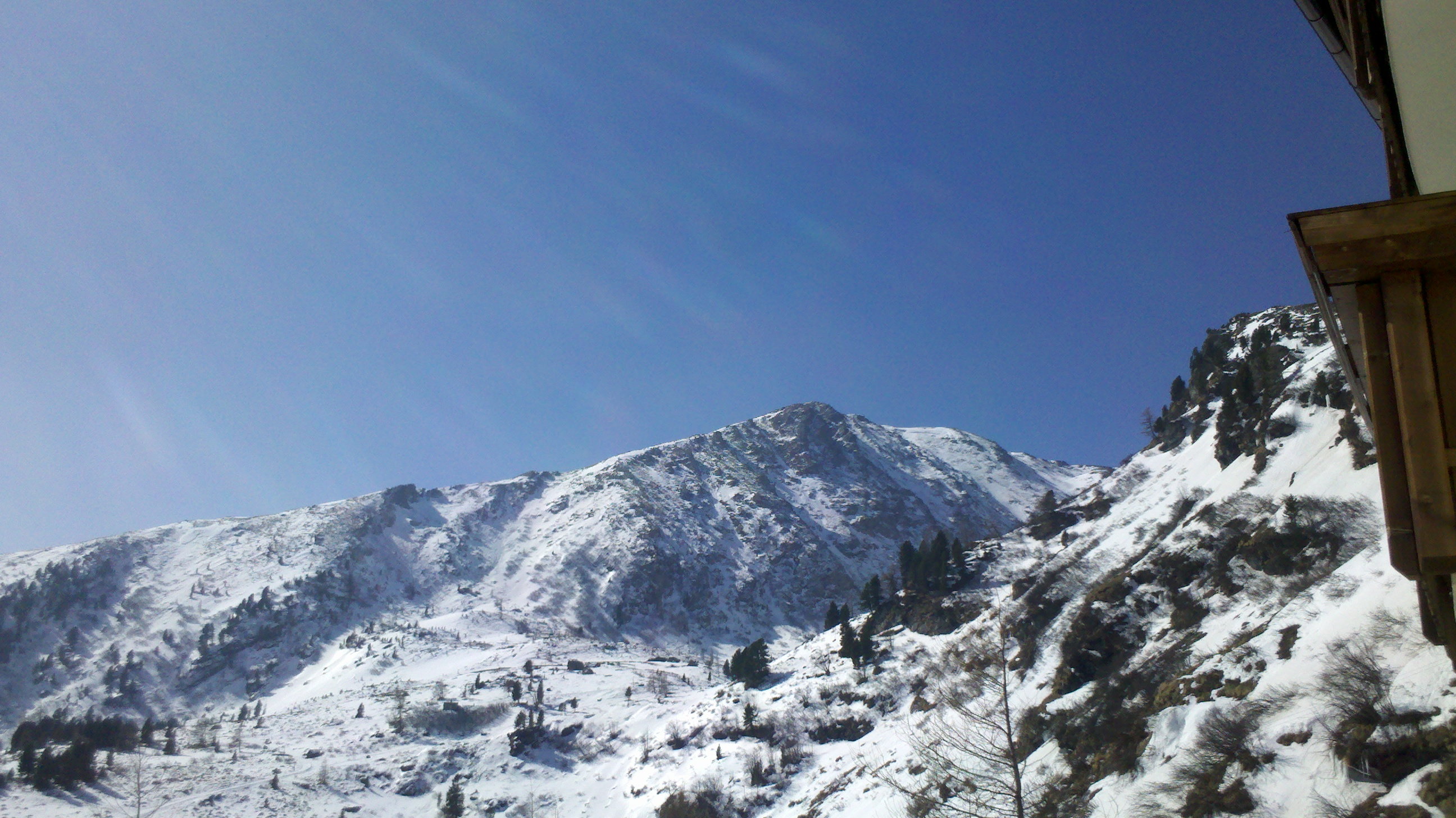

羅德雷斯諾克山（德語：Rodresnock），是奧地利的山峰，位於該國南部，由克恩頓州負責管轄，屬於諾克山脈的一部分，距離克洛姆諾克山3.8公里，海拔高度2,310米，每年平均降雨量2,511毫米。